# Kleče pri Dolu
Kleče pri Dolu este o localitate din comuna Dol pri Ljubljani, Slovenia, cu o populație de 133 de locuitori.